# Volksdeutsche

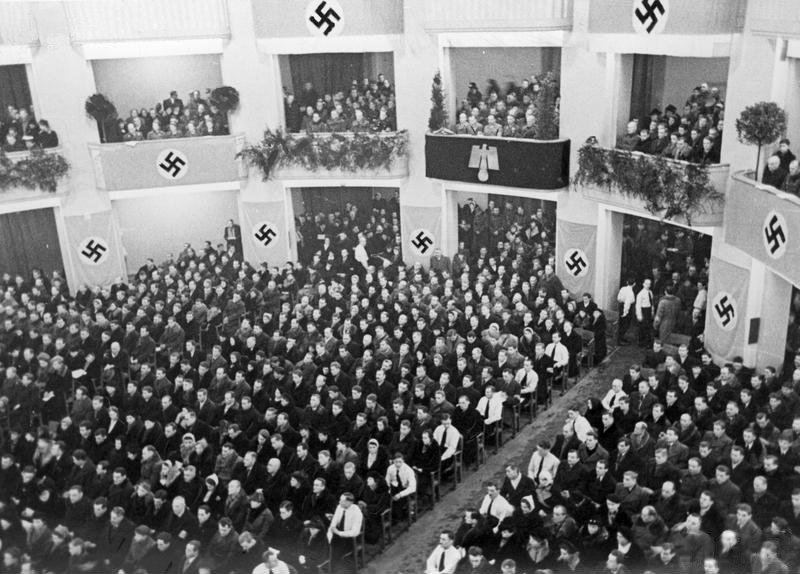
Incontro di Volksdeutsche nella Varsavia occupata, 1940.

Volksdeutsche (al plurale Volksdeutschen) è una parola tedesca che significa "tedesco etnico". Il termine venne usato a partire dalla fine del XIX secolo per indicare gli appartenenti a comunità di etnia tedesca che erano rimaste al di fuori dei confini del Secondo Reich dopo la sua formazione nel 1871. Volksdeutsche indica quindi i tedeschi etnici fuori dallo Stato tedesco e privi della cittadinanza di quest'ultimo, mentre la parola Reichsdeutsche indica i tedeschi etnici residenti nel Reich e perciò provvisti di cittadinanza tedesca.

## Il rimpatrio deiVolksdeutschendurante la dittatura nazista
Negli anni precedenti alla seconda guerra mondiale, erano presenti minoranze tedesche in tutti gli Stati dell'Europa centro-orientale fino alle rive del Volga; il loro insediamento, nella maggior parte dei casi, risaliva a due-tre secoli addietro. Una buona parte delle comunità tedesche erano formate da contadini, le cui condizioni economiche erano in generale migliori rispetto a quelle delle popolazioni autoctone con cui convivevano; in altri casi le minoranze germaniche presentavano una forte componente borghese (commercianti, industriali) o addirittura nobiliare, come i latifondisti baltici. Si trattava quindi quasi sempre di comunità che costituivano in un certo senso l'élite culturale e soprattutto economica delle regioni in cui si erano insediate. Calcolando anche gli abitanti dell'Alsazia e della Lorena ma non gli austriaci e gli svizzeri tedeschi, il numero dei Volksdeutschen era stimato in oltre 10 milioni: di questi 3,5 milioni in Cecoslovacchia, 1,7 milioni in Francia, 1,2 milioni in Polonia e fra 1 e 1,5 milioni in Unione Sovietica.
Adolf Hitler e il nazionalsocialismo fecero del rimpatrio di questi tedeschi "perduti" uno dei loro principali obiettivi, sottolineando che i gruppi sparsi oltre i confini orientali dovevano essere reinglobati nel Reich a qualunque costo. Così atti di politica estera hitleriana quali l'anschluss dell'Austria e l'annessione dei Sudeti furono presentati come successi sulla strada della costituzione di un grande Reich germanico. Fece eccezione la questione della comunità germanofona dell'Alto Adige o Sud Tirolo: Hitler, ritenendo il principio etnico subordinato alla politica, affermò di non avere alcuna rivendicazione nei confronti del Regno d'Italia (attirandosi critiche da parte dei suoi stessi seguaci) pur di ottenere l'appoggio di Mussolini.
Nel 1939 la Germania nazista siglò con il governo sovietico un accordo che prevedeva il rimpatrio dei Volksdeutschen residenti nelle regioni della Volinia, della Galizia orientale e dei tre paesi baltici (Lituania, Estonia e Lettonia; vedi anche: Tedeschi del Baltico). Il rimpatrio avvenne su base volontaria e in tutti i casi la percentuale di adesione fu molto alta. Nel settembre 1940 il governo tedesco strinse un analogo accordo con quello sovietico per riportare in patria le comunità tedesche residente nelle due regioni della Bucovina settentrionale e della Bessarabia, che l'Unione Sovietica aveva ottenuto dalla Romania. Il rimpatrio si realizzò in poche settimane e coinvolse circa 55 000 persone. In entrambi i casi, però, i rimpatriati ebbero la possibilità di portare con sé soltanto una parte minima del loro patrimonio.
Tra giugno e ottobre 1939 vennero stipulati degli accordi tra i due alleati Hitler e Mussolini riguardo alla questione della comunità germanofona nella provincia di Bolzano e alle isole linguistiche in Trentino e Veneto: fu offerta loro la possibilità di trasferirsi definitivamente nel Reich, ottenendo la cittadinanza tedesca; in questo modo il Führer otteneva di inglobare nel Reich un'altra comunità tedesca, mentre il Duce non solo non aveva ceduto sul principio d'inviolabilità del Brennero ma si era anche sbarazzato di un gruppo resistente all'italianizzazione. Il tutto fu svolto tramite massicce manipolazioni propagandistiche: infatti venne fatta circolare la voce che chi non avesse optato per il Reich sarebbe stato deportato in Sicilia. Tra il 69% e l'88% degli aventi diritto optò per la Germania; nei primi mesi del 1940 gli espatri vennero temporaneamente sospesi per le priorità belliche; in tutto gli espatriati o, come vennero definiti, gli "optanti", furono circa 60 000, cioè neanche un quinto della popolazione sudtirolese. I sudtirolesi rimasti in Italia furono considerati dei traditori e quelli che andarono in Germania trovarono un Paese in guerra: furono spediti subito sui vari fronti e ne morirono 8 000.
Nel giro di poco più di un anno e grazie a un'eccellente organizzazione logistica rientrarono nel Reich oltre mezzo milione di persone: circa 180 000 da Volinia e Galizia, poco meno di 130 000 da Bucovina e Bessarabia, circa 113 000 dai tre paesi baltici, 55 000 dalla Romania e circa 60 000 dal Tirolo italiano. Negli anni seguenti si ebbero ulteriori rimpatri dall'Unione Sovietica e dalla Jugoslavia, fino ad arrivare a una cifra ufficiale di 770 000 rimpatriati. Alla fine del 1942 fu stimato che fossero stati rimpatriati 79 000 Volksdeutsche dal Sudtirolo e che ne fosse stato avviato il trasferimento di altri 143 000; si stimò anche che rimanessero al di fuori della sovranità tedesca in Europa circa 2 400 000 Volksdeutsche nell'Europa sud-orientale (Siebenbürgen o Transilvania, Banato) e circa 3 000 000 persone di origine tedesca ma assorbite da popoli stranieri in Francia, Ungheria e Romania. Vennero inoltre trasferiti nel Reich 110 000 sloveni giudicati idonei alla «germanizzazione» (Eindeutschung).

## La colonizzazione dell'Europa durante la guerra

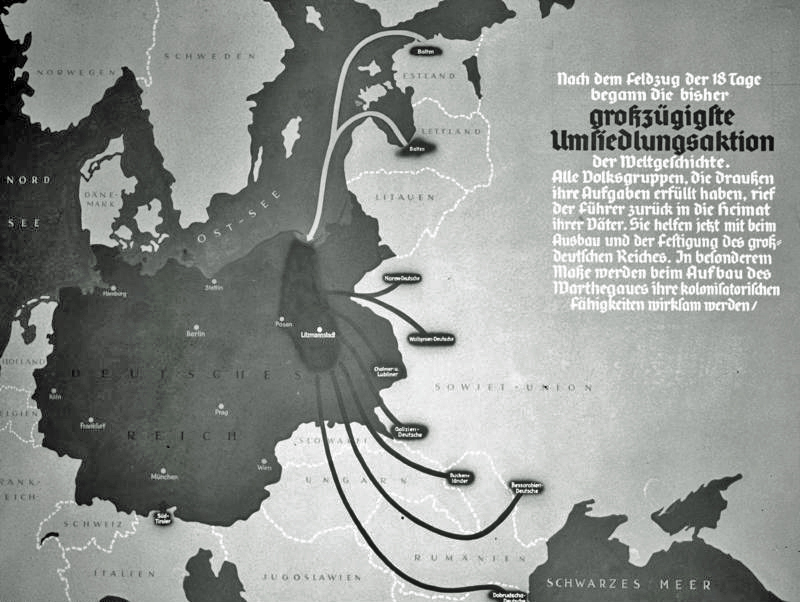
Mappa propagandistica che mostra i piani tedeschi di ri-colonizzazione del Reichsgau Wartheland.

Nel 1942, il Reich di Hitler comprendeva gran parte dell'Europa, ma parte dei territori annessi aveva problemi di sottopopolamento in relazione ai desideri del Reich stesso che, dopo aver acquisito il suo Lebensraum, aveva bisogno di popolare queste terre secondo il Generalplan Ost. Il tutto doveva essere realizzato prima della fine della guerra con un "riordino delle relazioni etnografiche".

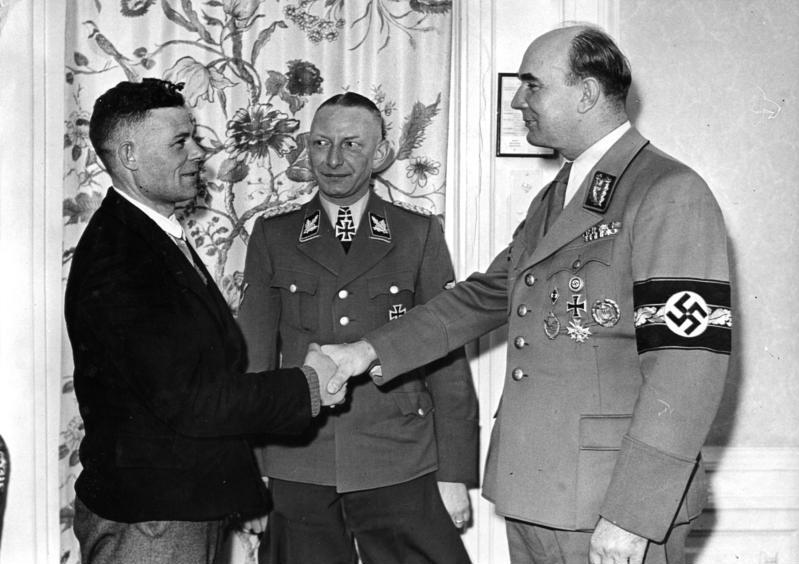
Il Gauleiter Greiser saluta il milionesimo tedesco del Reichsgau Wartheland, 1944.

Il primo passo di questo progetto venne intrapreso da Hitler già il 7 ottobre 1939, quando Himmler fu nominato commissario del Reich per il consolidamento della Deutschtum (Reichskommissar für die Festigung deutschen Volkstums) (RKFDV). Questa posizione autorizzò Heinrich Himmler a rimpatriare i cittadini di origine tedesca residenti nella Polonia occupata, ruolo che gli venne poi esteso su tutti gli altri territori occupati da germanizzare. Per far posto ai coloni tedeschi, centinaia di migliaia di polacchi, francesi e sloveni che vivevano in queste terre vennero trasferiti oltre frontiera. La maggior parte dei Volksdeutsche di Himmler vennero acquisiti dalla sfera di interesse sovietica, con gli scambi di popolazioni tra Germania nazista e URSS.
Alla fine del 1942 un totale di 629 000 Volksdeutsche erano stati nuovamente insediati, ed erano in corso i preparativi per il trasferimento di altri 393 000, con l'obiettivo a lungo termine del reinsediamento di altri 5,4 milioni di Volksdeutsche, soprattutto dalla Transilvania, Banato, Francia, Ungheria e Romania.
| Territorio di origine           | Totale    | Re-insediati nei territori orientali annessi             |
| ------------------------------- | --------- | -------------------------------------------------------- |
| Estonia e Lituania              | 76.895    | 57.249                                                   |
| Lituania                        | 51.076    | 30.315                                                   |
| Volinia, Galizia, Narew         | 136.958   | 109.482                                                  |
| Governatorati generali dell'est | 32.960    | 25.956                                                   |
| Bessarabia                      | 93.342    | 89.201                                                   |
| Bucovina settentrionale         | 43.670    | 24.203                                                   |
| Bucovina meridionale            | 52.149    | 40.804                                                   |
| Dobrugia                        | 15.454    | 11.812                                                   |
| Romania                         | 10.115    | 1.129                                                    |
| Gottschee e Lubiana             | 15.008    | 13.143                                                   |
| Bulgaria                        | 1.945     | 226                                                      |
| Resto della Serbia              | 2.900     | 350                                                      |
| Russia                          | 350.000   | 177.146                                                  |
| Grecia                          | 250       |                                                          |
| Bosnia                          | 18.437    | 3.698                                                    |
| Slovacchia                      | 98        |                                                          |
| Alto Adige                      | 88.630    | Reich, Protettorato, Lussemburgo: 68.162                 |
| Francia                         | 19.226    | Alsazia, Lorena, Lussemburgo, Reich, Protettorato: 9.572 |
| Totale                          | 1.009.113 | 662.448                                                  |